# Терехово (Житомирская область)
Терехово́ (укр. Терехове́) — село на Украине, основано в 1770 году, находится в Бердичевском районе Житомирской области.
Код КОАТУУ — 1820886801. Население по переписи 2001 года составляет 483 человека. Почтовый индекс — 13375. Телефонный код — 4143. Занимает площадь 2,204 км².

## Адрес местного совета
13375, Житомирская область, Бердичевский р-н, с.Терехово, ул.Советская, 1